# Заушје
Заушје је насељено мјесто у општини Билећа, Република Српска, БиХ. Према попису становништва из 1991. у насељу је живјело 148 становника. На попису становништва 2013. године, према подацима Агенције за статистику Босне и Херцеговине пописано је 11 становника.

## Становништво
| Националност       | 1991. | 1981. | 1971. | 1961. |
| Муслимани          | 145   | 196   |       |       |
| Југословени        | 1     | 6     |       |       |
| Словенци           |       | 1     |       |       |
| остали и непознато | 2     |       |       |       |
| Укупно             | 148   | 203   | '     | '     |

| Демографија | Демографија | Демографија |
| Година      | Становника  | Становника  |
| ----------- | ----------- | ----------- |
| 1961.       | 289         |             |
| 1971.       | 235         |             |
| 1981.       | 203         |             |
| 1991.       | 148         |             |